# Порт-Артурская икона Божией Матери
Порт-Арту́рская ико́на Бо́жией Ма́тери («Торжество Пресвятой Богородицы») — почитаемая в Русской православной церкви чудотворная икона Богородицы. Единственное в иконографии изображение, на котором плат с Нерукотворным Ликом Спасителя держит сама Богородица. На иконе Дева Мария изображена без младенца Иисуса. Иконографически данное изображение близко́ к типу «Оранта» и условно может быть к нему отнесено.
Празднование в честь Порт-Артурской иконы совершается 29 августа (16 августа по юлианскому календарю) — в день воспоминания перенесения Нерукотворного образа Спасителя.

## История
Порт-Артурская икона Божией Матери — первая, явленная в XX веке. Пришедший 11 декабря 1903 года из Бессарабской губернии в Киево-Печерскую лавру старый матрос Феодор Катанский, участник обороны Севастополя, рассказал, что недавно явилась ему во сне Богородица, стоявшая на берегу залива, державшая в руках большой продолговатый плат с сиреневой каёмкой, на котором было изображение Нерукотворного лика Спасителя. Риза Богородицы (хитон) была синей, а верхнее одеяние — коричневым. Ногами Богородица попирала обнажённые и обоюдоострые отточенные мечи, а над её головой ангелы в облаках держали царскую корону. Эту корону венчала другая корона, образованная радугами и крестом наверху. С правой стороны над пречистым ликом Богородицы находился Архистратиг Михаил, который держал в руке священную хоругвь, а с левой — Архангел Гавриил с ветвью белых цветов в правой руке. Ещё выше Бесплотные Силы поддерживали облака, на которых восседал Господь Саваоф; под стопами его парили серафимы, а над ним была надпись по сиянию: «Да будет едино стадо и един Пастырь». Позади неё на берегу, в тумане, был виден горящий в огнях город. Его-то и осеняла Пресвятая Дева изображением лика Христа. Богородица поведала матросу, что вскоре Россию ожидает тяжёлая война, приказала изготовить явленный образ и отправить икону в Порт-Артурскую церковь, обещая победу, помощь и покровительство в сражениях, если образ утвердится в стенах города. В этом случае Православие восторжествует над язычеством, а русское воинство получит победу.
О видении старика-матроса, севастопольца, узнали богомольцы Киево-Печерской лавры. Когда пришло первое известие о нападении японского флота на русскую эскадру и начале Русско-японской войны, никто уже не сомневался в правдивости слов матроса, и десять тысяч богомольцев собрали сумму, необходимую на материалы для иконы. Был учреждён специальный комитет, постановивший для соблюдения равенства между жертвователями принимать от каждого лица не более пяти копеек. Тысячи людей со всей России желали помочь русскому флоту и внесли в это дело свою лепту. Образ был изготовлен в Киево-Печерской лавре точно по указанию матроса Феодора, всё время находившегося рядом. Автором стал киевский иконописец Павел Штронда. Он отказался взять плату за работу. На иконе по краям эмалированной вязью было написано: «В благословение и знамение торжества христолюбивому воинству Дальней России от святых обителей Киевских и 10000 богомольцев и друзей». Образ вместе с резной рамой составлял 2 аршина 11⁄2 вершка (около 149 см) в высоту и 11⁄2 аршина (около 107 см) в ширину. Размеры иконы без рамы: высота — 13⁄4 аршина (около 124 см), ширина — 1 аршин 11⁄2 вершка (около 77 см).
На Страстной седмице 1904 года при большом стечении народа образ был освящён и вечером того же дня в специальном сопровождении отправлен по железной дороге в Санкт-Петербург, чтобы передать его в ведение адмирала Владимира Верховского. К образу было приложено письмо за многими десятками подписей, в котором жители Киева выражали доверие и надежду, что «Его Превосходительство употребит все возможности для скорейшего и безопасного доставления иконы в крепость Порт-Артур». Однако адмирал Верховский не торопился исполнить просьбу жителей Киева. Около недели образ Божией Матери находился в его доме, затем он заказал написать точную копию иконы. Время шло. Митрополит Петербургский Антоний (Вадковский) убеждал адмирала как можно скорее исполнить волю Пресвятой Богородицы. Наконец, уже по требованию вдовствующей императрицы Марии Фёдоровны образ «Торжество Пресвятой Богородицы» было поручено доставить в крепость Порт-Артура адмиралу Николаю Скрыдлову, назначенному командующим Тихоокеанским флотом на место погибшего адмирала Степана Макарова. 12 апреля 1904 года адмиральский поезд отбыл из Петербурга. Однако адмирал Скрыдлов направился не на Дальний Восток, а в Севастополь. Там он ещё несколько дней устраивал свои дела и только 20 апреля снова отправился в путь. К сожалению, сделал он это слишком поздно. В Харбине он узнал, что железнодорожное сообщение с Порт-Артуром перерезано. Адмирал по телеграфу получил у императрицы высочайшее разрешение направить свой поезд во Владивосток и временно поставить образ во владивостокском Успенском соборе. Получив согласие Марии Фёдоровны, Скрыдлов прибыл в начале мая во Владивосток. Однако по неясным причинам только через 90 дней, 2 августа 1904 года, икона была выставлена для поклонения в кафедральном соборе города.
Между тем положение на фронте стремительно ухудшалось. В связи с осадным положением крепости исполнить завет Богородицы и безопасно доставить икону в Порт-Артур было очень трудно. Со всех концов страны во Владивосток шли письма с требованиями как можно скорее доставить икону в Порт-Артур. За это время с неё было сделано несколько фотоснимков и написана уменьшенная копия масляными красками на дереве. Снимки отправили по почте в порт Чифу, где находилось русское консульство, с просьбой при первой же возможности переслать их в крепость, однако по пути они почему-то затерялись. Живописную копию дважды пытался доставить в Порт-Артур матрос Пленков — оба раза безуспешно. Все эти неудачи православный народ объяснял тем, что копии, как бы хороши они ни были, не могут обладать чудодейственной силой подлинной иконы: ведь именно и исключительно она обещана Порт-Артуру «яко щит и победное знамение»… В итоге образ так и не достиг Порт-Артура.
В октябре, узнав о судьбе иконы, 50-летний делопроизводитель Императорской охоты, отставной ротмистр лейб-гвардии Уланского Её Величества полка, участник русско-турецкой войны 1877—1878 годов, Николай Николаевич Фёдоров взял на себя смелость доставить оригинал иконы в Порт-Артур. Несмотря на свои болезни, он отправился из Гатчины во Владивосток, чтобы всё же провезти «первописанную икону» в обороняющуюся из последних сил крепость. Его духовник, протоиерей отец Иоанн Кронштадтский дал ему на это своё благословение. В начале ноября Фёдоров прибыл во Владивосток. 21 ноября (4 декабря н. ст.), в день празднования Введения во храм пресвятой Богородицы при большом стечении народа в последний раз перед иконой «Торжество Пресвятой Богородицы» был совершён молебен. После Литургии и молебна в Кафедральном соборе икона была помещена в специально изготовленный для неё футляр и доставлена на норвежский пароход. Н. Н. Фёдоров увёз икону из России. Во Владивостоке был оставлен список в натуральную величину, писанный на медной доске масляными красками. Долгое время от Фёдорова не было никаких известий. 11 (24 января н. ст.) 1905 года от Н. Н. Фёдорова пришло письмо, в котором он сообщал, что икона «Торжество Пресвятой Богородицы» в Порт-Артур доставлена не была из-за неблагоприятных погодных условий. Сначала помешала буря, её сменил мёртвый штиль, а потом было уже поздно — 20 декабря 1904 года Порт-Артур был сдан японцам. «Неудачу своей попытки, — сказал Фёдоров, — могу приписать только тому обстоятельству, что Царице Небесной неугодно было больше, чтобы святая икона Ея прибыла в Порт-Артур после того, как в течение семи с лишним месяцев не позаботились доставить её по назначению». Испросив разрешения в Санкт-Петербурге, Н. Н. Фёдоров отправил её в действующую армию, где её поместили в походной церкви Главнокомандующего, генерала Куропаткина.
Дальнейшая судьба иконы оставалась неизвестной долгое время. Известно письмо отца Иоанна Кронштадтского по этому поводу: «Вождь нашего воинства Алексей Николаевич Куропаткин оставил все поднесённые ему иконы у японцев-язычников, между тем как мирские вещи все захватил. Каково отношение к вере и святыне церковной! За то Господь не благословляет оружия нашего и враги побеждают нас. За то мы стали в посмеяние и попрание всем врагам нашим». Однако, «Владивостокские епархиальные ведомости» за 1908 год сообщают, что Куропаткин сразу же вручил образ Н. П. Линевичу, «который и доставил его обратно, во Владивосток, около 20 мая 1905 года».
Более девяноста лет о судьбе иконы ничего не было известно, и она считалась утраченной. В феврале 1998 года группа приморских православных паломников на Святой Земле, состоявшая из монахов, служителей и настоятелей нескольких храмов и монастырей Владивостока и Уссурийска, случайно обнаружила в Иерусалиме в антикварном магазине Порт-Артурскую икону. Антикварная лавка располагалась прямо на Крестном Пути Иисуса Христа (Виа Долороза) возле традиционного Лифостротона (места, с которого Пилат вёл объяснения с евреями во время суда над Иисусом Христом). Выяснилось, что образ Матери Божией попал в Иерусалим из Гонконга, от русских эмигрантов. Скорее всего, она принадлежала существовавшей там некоторое время православной общине. В Иерусалиме икона четыре года простояла в магазине на продаже. С просьбой помочь найти деньги на заём для выкупа иконы русские паломники обратились к настоятельнице Горненского монастыря игуменье Георгии. В первое воскресенье Великого поста, в день празднования Торжества православия, икона была выкуплена ею и помещена в игуменских покоях. Монастырь расположен рядом с тем самым местом в Иерусалиме, где, по преданию, произошла встреча Пресвятой Девы Марии с праведными Захарией и Елисаветой — родителями Иоанна Крестителя, у которых Богородица после Благовещения прожила три месяца. Символично, что, пока оформлялись документы на вывоз иконы, образ Богородицы находился у сестёр обители три месяца, как когда-то сама Мария жила в этих местах. 6 мая 1998 года, после оформления всех необходимых документов, икона вернулась в Россию. Экспертиза установила, что это не современный список — размеры, изображение и все детали иконографии соответствуют описанию и единственному изображению на оставшейся чёрно-белой дореволюционной фотографии подлинника. Однако при тщательном осмотре иконы позже встал вопрос о её реставрации: роспись в нижней части оказалась утраченной, деревянная основа — изъеденной жучком. Образ в 1999 году отправили в иконописные мастерские Троице-Сергиевой Лавры на реставрацию, после чего он вернулся в Свято-Никольский кафедральный собор Владивостока, построенный в 1907 году в память воинов, погибших во время русско-японской войны. После возведения во Владивостоке Покровского кафедрального собора Порт-Артурская икона была перевезена туда, где и находится по настоящее время справа от алтаря.

## Списки
В 80-е годы изограф Михаил Осипенко, работая в храме города Киржач на реставрации росписей вместе со своим братом Сергеем, обнаружил необычную икону, копию чудотворной Порт-Артурской иконы. Он приступил к изготовлению списка, но тогда не довершил свою работу. Позже, в год столетия явления иконы, Михаил Осипенко вместе с супругой и детьми возобновили работу, и в феврале 2003 года новая икона была готова. Тогда же возникла мысль, пусть и спустя столетие, исполнить завет — доставить икону в Порт-Артур (Люйшунь). Икону торжественно провожали в Леушинском подворье Санкт-Петербурга. За две недели на личном автомобиле был проделан путь из Кронштадта в Хабаровск до границы с Китаем, где возникла месячная заминка, поскольку в составе группы был иеромонах Георгий, а по законам КНР въезд в страну православных священников запрещён. Священнослужителю пришлось переодеться в светскую одежду, икона была перевезена в упакованном виде, а крестный ход пропустили только для совершения поминовения оборонявших крепость Порт-Артура.
На кладбище, где по повелению императора Николая II был установлен шестиметровый каменный памятный крест, перед иконой была совершена панихида и краткий молебен о спасении России. В киоте креста когда-то была расположена мозаичная Казанская икона Божией Матери, позже разобранная. На это место была поставлена Порт-Артурская икона, специально изготовленная и освящённая копия, а икона самолётом доставлена в Россию, где её 18 мая 2003 торжественно встречали в храме Леушинского подворья. Данный список с Порт-Артурского образа Божией Матери был передан в Свято-Троицкий Измайловский собор. В наступившем веке с Порт-Артурской иконы Божией Матери были сделаны уже несколько списков. Сегодняшние копии интересны тем, что они исполнены в различных техниках живописи: масляными красками, из мозаики и на эмали (финифти).

## Принесение иконы
В 2003 и 2014 годах икону, вместе с Державной иконой, привозили в португальский город Фатима, где в 1917 году произошли знаковые для России и русской монархии Фатимские явления Девы Марии (Порт-Артурская икона также считается значимой для монархии).

## Почитание
Икона Порт-Артурской Божией Матери является покровительницей Дальневосточной земли России, русского флота и воинства. Перед иконой молятся о флоте, о России и Российской Армии, о мире, об избавлении и защите от нападения врагов, о Торжестве Православия, о близких, участвующих в военных действиях.

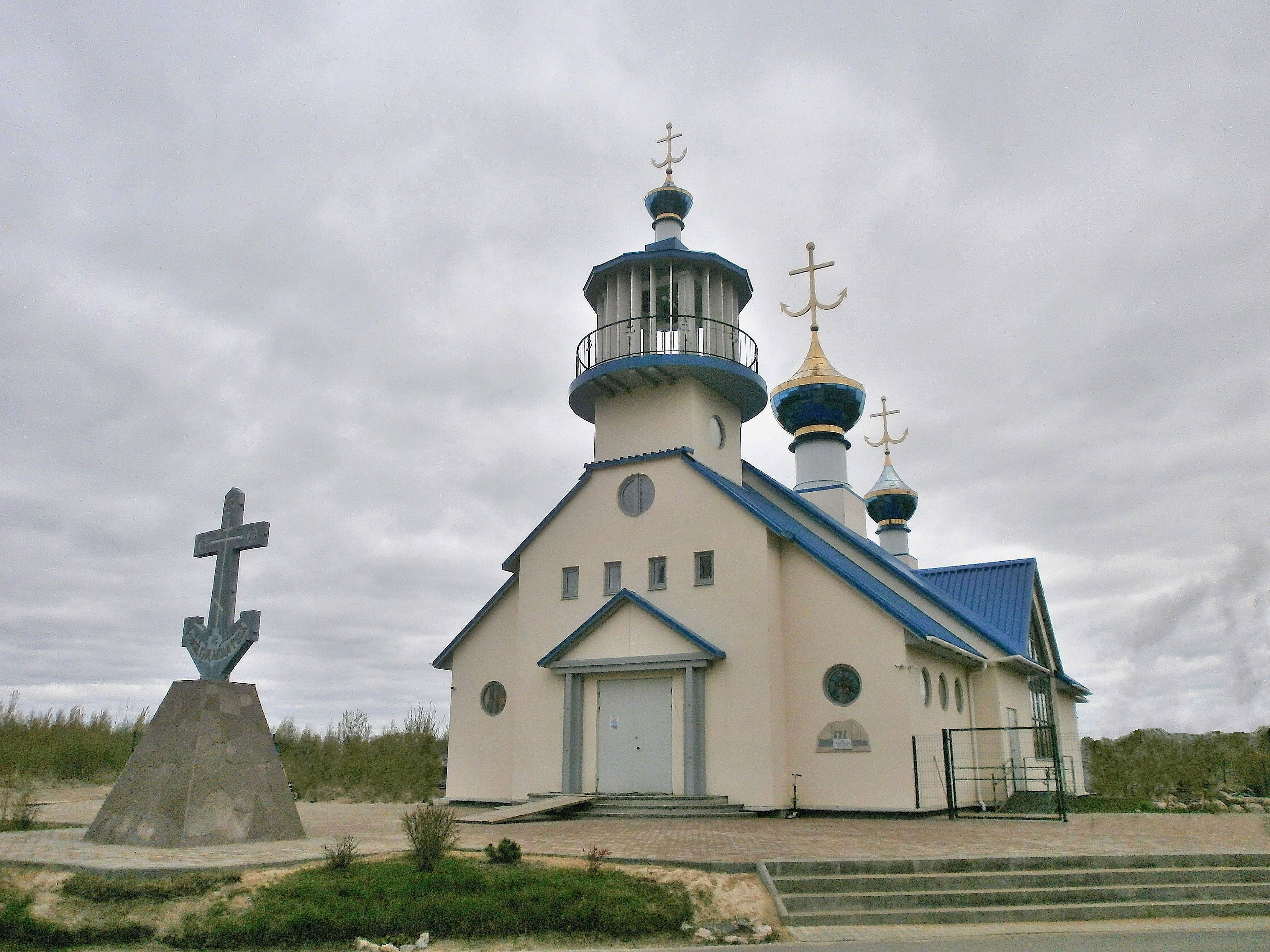
Храм Порт-Артурской иконы Божией Матери в Санкт-Петербурге

Среди посвящённых иконе церквей можно назвать:
- Храм Порт-Артурской иконы Божией Матери в Санкт-Петербурге на улице Маршала Казакова в месте примыкания к ней проспекта Героев.
- Храм Порт-Артурской иконы Пресвятой Богородицы во Владивостоке (улица Гамарника, 18).
- Храм Порт-Артурской иконы Пресвятой Богородицы в Уссурийске, штаб 5-й Армии.
- Строящийся храм иконы Божией Матери «Торжество Пресвятой Богородицы» в селе Амгу Тернейского района Приморского края[8].
- Храм в честь иконы Божией Матери Порт-Артурская в Екатеринбурге (Восточная улица, 30А), на месте высадки из поезда Николая II с семьёй перед расстрелом[9].
- Памятный храм — часовня в Златоусте (улица П. А. Румянцева, на территории Свято-Симеоновского храма), на месте предполагаемого захоронения командира 214-го Мокшанского полка полковника Павла Побыванца (Побыванцева)[10].

## Гимнография
Тропарь Иконе Божией Матери Порт-Артурская:
Днесь торжествует град Владивосток / и с ним сликовствуют вси приделы земли Дальнероссийския, / сретая вновь обретённую икону Твою, Богомати, / Порт-Артурскою наречённую, / в благословение и знамение торжества / христолюбивому воинству Дальней России дарованную, / на Ню же взирающи вси зовём: / Русь Святая, / храни веру православную, / в ней же твоё утверждение!
Молитва перед святой Иконой Божией Матери Порт-Артурская:
О, Пресвята́я Госпоже́, Де́во Богоро́дице, превы́сшая Херуви́м и Серафи́м и Святейшая всех святых! Припадая к святей иконе Твоей, смиренно молимся: вонми́ гла́су моления нашего, виждь ско́рби нашего, виждь беды́ наша, и я́ко любвеобильная Ма́ти, потщи́ся на помощь нам беспомощным, умоли Сына Твоего и Бога нашего: да не преда́ст земли́ нашей на поругание варваров, да не погуби́т нас за беззакония наша, но яви́т человеколю́бно нам милость Свою. Испроси́ нам, Влады́чице, у бла́гости Его: телесное здравие и душевное спасение, мирное житие́ и земли́ плодоно́сие, воздуха благорастворение и благословение свыше на вся блага́я дела́ и начинания наша. И я́коже прежде ми́лостиво явила нам икону Свою Порт-Артурскую «Торжество Пресвятой Богородицы», я́ко защитницу всея земли́ Дальнеросси́йския; но за неве́рие и неблагогове́ние к святыням церковным язычникам пленённую, та́ко и ны́не припа́даем к новообретённому Твоему о́бразу и приносим наше усердное молитвосло́вие.
О, Цари́це Всепе́тая! Простри́ ко Го́споду богоно́сныя ру́це Твоя́, и́миже Богомладе́нца Иису́са Христа́ носила еси́ и умоли́ Его изба́вити нас от вся́кого зла. Яви́, Влады́чице, милость Твою нам: боля́щия исцели́, скорбящия уте́ши, бе́дствующим помози́ и сподо́би нас благочестно житие́ земное соверши́ти, христианскую кончину получити и Царствие Небесное насле́дити, Ма́терним Твоим хода́тайством к Ро́ждшемуся от Тебе́ Христу́ Бо́гу нашему. Ему́же со Безнача́льным Его Отце́м и Пресвяты́м Духом подоба́ет всякая слава, честь и поклонение, ны́не и при́сно и во веки веков. Аминь.

## Скульптура

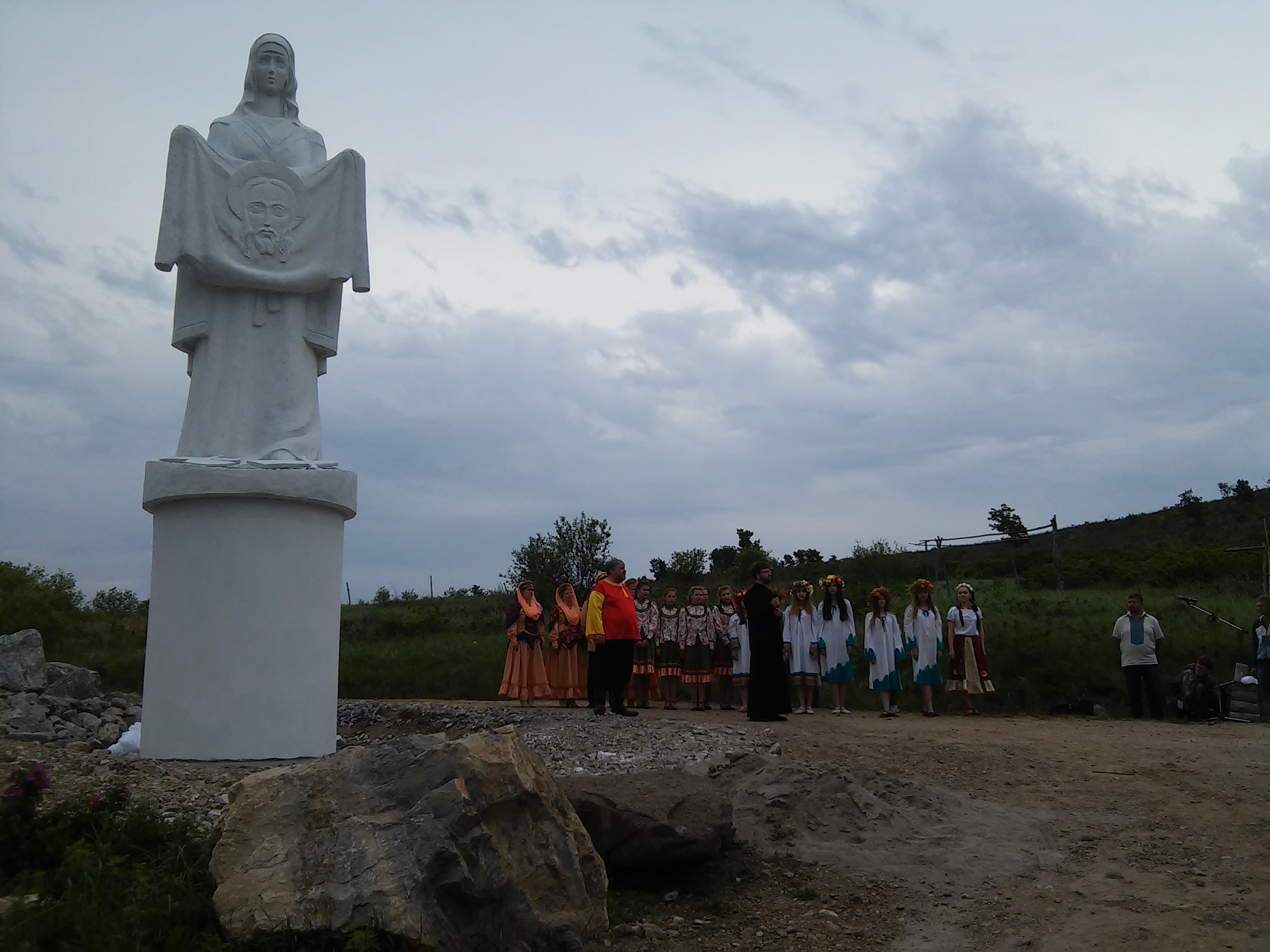
Статуя Порт-Артурской Богородицы в парке «Изумрудная Долина» г. Уссурийск

Скульптура Порт-Артурской Божией Матери изготовлена уссурийским скульптором М. Гижицким и установлена в парке «Изумрудная Долина» под Уссурийском. Высота статуи с постаментом 7 м, вес 14 т. Освящение и открытие скульптуры произведено 12 июня 2015 г.